# Cafeteros de Coatepec
Los Cafeteros de Coatepec es un equipo de béisbol que compite en la Liga Veracruzana Estatal de Béisbol con sede en Coatepec, Veracruz, México.

## Historia

### Inicios
Los Cafeteros son un equipo de reciente creación.

### Actualidad
En la actualidad los Cafeteros participan en la Liga Veracruzana Estatal de Béisbol.

## Jugadores

### Roster actual
Por definir.

### Jugadores destacados
Por definir.